# Al Kooper
Al Kooper (* jako Alan Peter Kuperschmidt; 5. února 1944, Brooklyn, New York, Spojené státy; občas používal i pseudonym "Roosevelt Gook") je americký skladatel, hudební producent a hudebník, pravděpodobně nejvíce známý jako člen skupiny Blood, Sweat & Tears, kterou založil na konci 60. let 20. století.
Narodil se v Brooklynu a vyrostl v židovské rodině v Hollis Hills v Queens v New Yorku.

## Sólová diskografie
- I Stand Alone (Únor 1969)
- You Never Know Who Your Friends Are (Říjen 1969)
- Easy Does It (Září 1970)
- New York City (You're A Woman) (Červen 1971)
- A Possible Projection of the Future / Childhood's End (Duben 1972)
- Naked Songs (1973)
- Act Like Nothing's Wrong (Leden 1977)
- Rekooperation (Červen 1994)
- Soul of a Man (Únor 1995)
- Rare and Well Done (Září 2001)
- Black Coffee (Srpen 2005)
- White Chocolate (2008)